# Parupeneus crassilabris
Parupeneus crassilabris е вид бодлоперка от семейство Mullidae. Видът не е застрашен от изчезване.

## Разпространение и местообитание
Разпространен е в Австралия, Вануату, Виетнам, Индонезия, Малайзия, Микронезия, Ниуе, Нова Каледония, Палау, Папуа Нова Гвинея, Провинции в КНР, Соломонови острови, Тайван, Тонга, Тувалу, Фиджи, Филипини и Япония (Рюкю).
Обитава пясъчните дъна на океани, морета, лагуни и рифове. Среща се на дълбочина от 1 до 24 m, при температура на водата от 25,7 до 29,1 °C и соленост 34,2 – 35,3 ‰.

## Описание
На дължина достигат до 38 cm.